# William of Wilton
Sir William of Wilton († 14. Mai 1264 bei Lewes) war ein englischer Richter.

## Dienst als Richter
Entgegen seinem Beinamen hatte William of Wilton keine Verbindungen nach Wilton in Wiltshire, sondern vor allem nach Lincolnshire und Kent. Er wird erstmals erwähnt, als er während der Herrschaft von König Heinrich III. von September 1247 bis Juli 1249 als Richter an der von Henry of Bath geleiteten Gerichtsreise durch weite Teile Englands teilnahm. Von 1247 bis Anfang 1250 sowie im Herbst 1253 gehörte er zu den Richtern am Common Bench. Von April 1250 bis Juni 1251 nahm er an einer weiteren Gerichtsreise teil. 1250 wurde er von Richard de Clare, 5. Earl of Gloucester zum Ritter geschlagen. 1253 sollte er Münzfälschungen ahnden, dazu diente er als Verwalter der vakanten Diözese Lincoln. 1254 wurde er Vormund und Verwalter der Besitzungen von Robert de Ferrers, des minderjährigen Erben von William de Ferrers, 5. Earl of Derby. Im selben Jahr sollte er zusammen mit Henry of Bath die Forstrechte von Peter de Montfort überprüfen, doch er soll zufällig verhindert gewesen sein und konnte deshalb diese Aufgabe nicht ausführen. Auch die Überprüfung der Einkünfte der von ihm verwalteten Diözese Lincoln wurde verzögert, weil er im Auftrag des Thronfolgers Lord Eduard in Wales tätig war. Nach den Chronisten gehörte er zu den Beamten, deren strenge Herrschaft unter den Walisern zu großen Unmut und schließlich zur Rebellion gegen die englische Herrschaft führte. 1255 gehörte Wilton zu den drei Richtern, die Konflikte zwischen den Marcher Lords und den walisischen Fürsten beilegen sollten. Als es 1256 zum Krieg mit dem walisischen Fürsten Llywelyn ap Gruffydd kam, sollte Wilton im Auftrag des Königs Llywelyn ap Gruffydd die Friedensbedingungen übermitteln. 1257 stellte ihn der König unter seinen Schutz, damit er im Auftrag des Thronfolgers Lord Eduard in Irland tätig sein konnte. Während einer frühen Parlamentsversammlung in Oxford 1258 vertrat er den Thronfolger gegenüber dem Abt von Mellifont Abbey.

## Rolle im Konflikt zwischen dem König und der Adelsopposition ab 1258
Als 1258 eine Adelsopposition gegen den König rebellierte und weitgehend die Regierung übernahm, diente Wilton weiter als Richter. Im Januar 1259 sollte er zusammen mit Henry of Bath als Vermittler in einem Streit zwischen dem Earl of Gloucester und Erzbischof Bonifatius von Savoyen über das Abhalten von Jahrmärkten in Kent dienen. Vor August 1259 wurde jedoch entschieden, dass die beiden Richter keine Zeit hätten, um sich den Fall anzuhören. Sowohl Wilton wie auch Bath gehörten zu den sieben Sonderrichtern, die der König im August 1259 ernannte. Auf Anregung des Staatsrats der Barone sollten diese Sonderrichter im Oktober gemäß den Provisions of Westminster eine Gerichtsreise durch England unternehmen und Missstände in der Verwaltung abstellen. Für die nächste reguläre Gerichtsreise, die Anfang 1261 begann, wurde Wilton zum leitenden Richter für den Bereich der östlichen Midlands ernannt, doch er übernahm das Amt nicht. Stattdessen widmete er sich offensichtlich mehreren Verfahren gegen Verbrecher. Vermutlich wurde er nun zum Chief Justice of the King’s Bench ernannt, denn im Dezember 1261 wurde ihm ein jährliches Gehalt von £ 100 bewilligt.
Als der Konflikt zwischen dem König und der Adelsopposition sich verschärfte, unterstützte Wilton zunehmend König Heinrich III. Im Juli 1263 unterstützte er die Bischöfe von Lincoln, London und Coventry, als sie versuchten, den König und die Barone zu versöhnen. Im September 1263 begleitete Wilton den König, als dieser zu König Ludwig IX. nach Nordfrankreich reiste, um dessen Rat zu suchen. Als es zum offenen Krieg der Barone kam, schloss sich Wilton dem königlichen Heer an. Er fiel schon bald in der Schlacht von Lewes, wo er zu den wenigen namentlich bekannten Opfern gehörte.

## Ehe
Zwischen 1250 und 1253 hatte Wilton Rose, die Witwe von Richard of Chilham, einem unehelichen Sohn von König Johann Ohneland, geheiratet. Für seine Frau war die Ehe mit Wilton die dritte Ehe gewesen, sie starb vor 1265.